# المحافظة الجنوبية (رواندا)
المحافظة الجنوبية (بالإنجليزية: Southern Province, Rwanda)‏ هي محافظة في رواندا، بلغ عدد سكانها 2,589,975 نسمة وذلك حسب إحصائيات سنة 2012، عاصمتها محافظة نيانزا، رواندا ‏، تبلغ مساحتها 6,118 كيلومتر مربع.